# Microspathodon dorsalis
Microspathodon dorsalis är en fiskart som först beskrevs av Gill 1862.  Microspathodon dorsalis ingår i släktet Microspathodon och familjen Pomacentridae. IUCN kategoriserar arten globalt som livskraftig. Inga underarter finns listade i Catalogue of Life.